# Diócesis de Abercorn
La diócesis de Abercorn o de Abercornia (en latín: Dioecesis Abercorniensis y en inglés: Diocese of Abercorn) fue una circunscripción eclesiástica de la Iglesia católica en el Reino Unido. Se trataba de una diócesis latina, sufragánea de la arquidiócesis de York. Fue suprimida en 685 y restaurada como diócesis titular en 1973 con el nombre de Abercorn o de Abercornia. Desde el 21 de octubre de 1988 su obispo titular es John Charles Dunne.

## Territorio y organización

Mapa de Northumbria con Abercorn en el extremo norte

La diócesis extendía su jurisdicción sobre los fieles católicos de rito latino residentes en parte del Reino de Northumbria, en la actual Escocia.

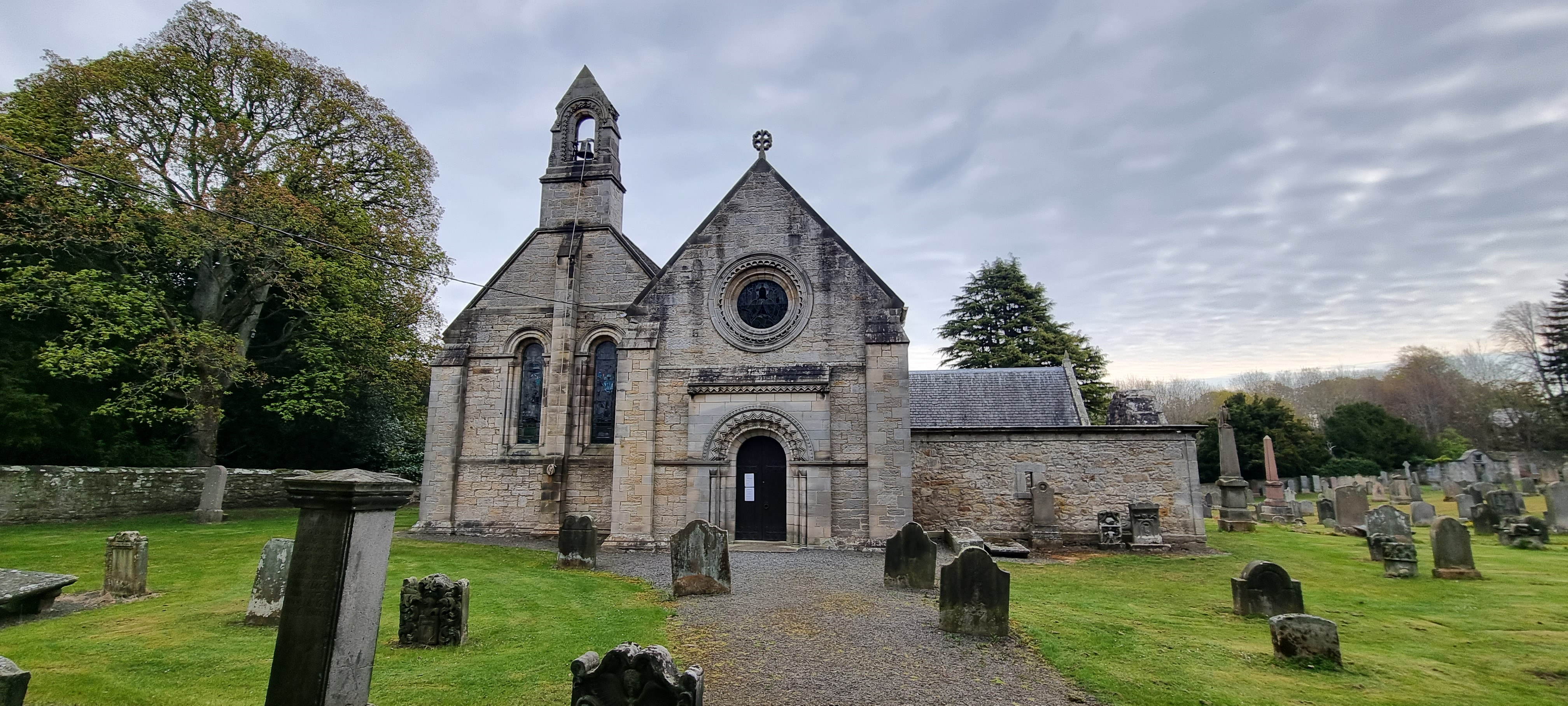
Iglesia de Abercorn, construida en el probablemente en el sitio del monasterio de Abercorn

La sede de la diócesis se encontraba en la localidad de Abercorn (en West Lothian), en donde se hallaba la abadía y catedral de la diócesis. En el sitio se halla al menos desde el siglo XII una iglesia que desde la Reforma protestante pertenece a la Iglesia de Escocia.

## Historia
Hay muy poca información disponible sobre Abercorn, derivada principalmente de la Historia ecclesiastica gentis Anglorum de Beda. Según el historiador inglés, Aebbercurnig era la sede de un monasterio, cuyos abades estaban investidos con la dignidad episcopal.
En 681, durante el reinado del rey Egfrido de Northumbria, Teodoro de Tarso, arzobispo de Canterbury, nombró a Trumwine «obispo de los pictos que entonces estaban sujetos al dominio inglés», con sede en Abercorn, es decir, aquellos que vivían al norte del río Forth y pagaban tributo a Northumbria. Esto formó parte de una división más general de la Iglesia de Northumbria por parte de Teodoro, quien también erigió la diócesis de Hexham separándola de la diócesis de Lindisfarne.
Cuatro años más tarde, Trumwine pudo haber estado presente en la derrota y muerte de Egfrido a manos de los pictos en la Batalla de Dunnichen el 20 de mayo de 685, después de lo cual se vio obligado a huir con sus monjes de su obispado picto, retirándose al monasterio de Streonschalch o Whitby, en Yorkshire. Los anglosajones fueron derrotados y expulsados del sur de Pictland, y la diócesis de Abercorn fue abandonada.
En 854 la iglesia de Eoriercorn dependía de la abadía de Lindisfarne. Antes de la Reforma protestante, Abercorn estaba dentro del territorio de la diócesis de Dunkeld; desde 1878 ha sido parte de la arquidiócesis de San Andrés y Edimburgo.

### Diócesis titular
Desde 1973 Abercorn figura entre las sedes episcopales titulares de la Iglesia católica como diócesis de Abercorn o de Abercornia. Desde el 21 de octubre de 1988 su obispo titular es John Charles Dunne, obispo auxiliar emérito de la diócesis de Rockville Centre.

## Episcopologio
- Trumwine † (681-?)

### Obispos titulares
- Richard Charles Patrick Hanifen (6 de julio de 1974-10 de noviembre de 1983 nombrado obispo de Colorado Springs)
- John Aloysius Mone † (24 de abril de 1984-8 de marzo de 1988 nombrado obispo de Paisley)
- John Charles Dunne, desde el 21 de octubre de 1988